# Gara București Grivița
Gara București Grivița este o stație de cale ferată care deservește municipiul București, România.